# سارة آن لونغ
سارة آن لونغ (بالإنجليزية: Sarah Ann Long)‏ هي أمينة مكتبة أمريكية، ولدت في 20 مايو 1943.